# Romuald Boco
Romuald Boco (ur. 8 lipca 1985 w Bernay) – beniński piłkarz występujący na pozycji pomocnika. Posiada również obywatelstwo francuskie.

## Kariera klubowa
Urodzony we Francji Benińczyk swoją karierę rozpoczynał Chamois Niortais FC, gdzie jednak wystąpił w dwóch meczach Ligue 2. Przed zamknięciem się okienka transferowego latem 2005 roku, Boco opuścił francuski klub i przeniósł się do występującego wówczas w angielskiej League Two (4 klasa rozgrywkowa) klubu Accrington Stanley. W 2006 roku Boco miał zaszczyt strzelenia dwóch pierwszych, po 44 latach, bramek dla Stanley w The Football League (League Two) w wygranym 2:1 spotkaniu przeciwko Barnet. Romuald Boco został uznany najlepszym młodym graczem drużyny Stanley (Stanley’s Young Player of the Year) w sezonie 2006/2007. Po powrocie z Pucharu Narodów Afryki 2008 Boco poprosił o rozwiązanie kontraktu.
11 lutego 2008 roku Benińczyk związał się z irlandzkim Sligo Rovers. Nowy trener, Paul Cook, z którym Boco grał dla Accrington Stanley, był bardzo zadowolony z najnowszego nabytku, „Nie sądziłem, że uda nam się go sprowadzić, myślałem, że będzie poza naszym zasięgiem, ale całe szczęście udało nam się go zdobyć,” powiedział Cook.
„Nie chcę wywierać na nim presji, ale jestem pewien, że kibice przekonają się, że to był dobry interes, tak samo z innymi naszymi nowymi zawodnikami, wierzę, że będzie to dla nas bardzo emocjonujący sezon.”
Pierwszego gola dla drużyny ze Sligo Boco strzelił w wygranym 3:1 meczu z Cobh Ramblers.
Pomógł również w awansie do fazy kwalifikacyjnej Ligi Europy.
7 czerwca 2009, w wywiadzie dla BBC Benińczyk wyraził swoje zaniepokojenie sytuacją finansową całej ligi irlandzkiej. W 2012 roku przeszedł do Accrington Stanley. Następnie grał w Plymouth Argyle, Chesterfield, Bharat FC, Portsmouth i Havant & Waterlooville. W 2016 wrócił do Accrington Stanley. Następnie występował w Leyton Orient.

## Kariera reprezentacyjna
Wychowany we Francji Boco przyznał, że nie zawsze jego marzeniem była gra dla Beninu, ponieważ dorastając kibicował Les Bleues, lecz jego nastawienie do drużyny Wiewiórek zmieniło się, gdy skończył 18 lat.
Boco był częścią drużyny, która wystąpiła w pierwszym w historii benińskiej piłki nożnej Pucharze Narodów Afryki – w 2004 roku. Benin przegrał wówczas wszystkie swoje mecze i zajął ostatnie miejsce.
W 2005 roku Boco zajął z młodzieżową drużyną Beninu trzecie miejsce w Młodzieżowych Mistrzostwach Afryki. Z reprezentacją do lat 20 wziął również udział w odbywających się w Holandii Mistrzostwach Świata U-20.
Romuald Boco wziął również udział w Pucharze Narodów Afryki w 2008 roku. Boco był mianowany tymczasowym kapitanem drużyny narodowej. Zawodnik, zwany czasem Królem Beninu poprowadził swoją reprezentację również do Pucharu Narodów Afryki w 2010 roku, gdzie ekipa Wiewiróek zdobyła historyczny punkt w trzecim swoim występie na mistrzostwach.

## Osiągnięcia
- Conference National (5. klasa rozgrywkowa): 2006